# Super 45
Super 45 è il primo EP del gruppo musicale anglo-francese Stereolab, pubblicato nel 1991.

## Tracce
1. The Light That Will Cease to Fail – 3:24
2. Au Grand Jour – 3:41
3. Brittle – 2:28
4. Au Grand Jour – 3:28